# Rock & Roll Hall of Fame Covers
Rock & Roll Hall of Fame Covers è un EP dei Red Hot Chili Peppers, pubblicato nel 2012 per la Warner Bros.

## Il disco
L'EP, pubblicato in seguito all'inserimento dei Red Hot nella Rock & Roll Hall of Fame nel 2012, è stato annunciato sul loro sito il 19 aprile 2012, e il titolo iniziale doveva essere We Salute You, cambiato nel giorno della sua immissione sul mercato. Il disco comprende le cover realizzate dal gruppo tra il 1991 e il 2011, in studio e live, degli artisti già inseriti nella Rock & Roll Hall of Fame che hanno maggiormente influenzato la band.

## Le canzoni
A Teenager in Love, cover di Dion and the Belmonts, è una delle B-side del singolo By the Way, Havana Affair, cover dei Ramones, è contenuta nell'album di cover We're a Happy Family - A Tribute to Ramones, Search and Destroy, cover di The Stooges, è apparsa come B-side dei singoli Give It Away e Under the Bridge, Everybody Knows This Is Nowhere, cover di Neil Young, fu registrata durante una delle performance del I'm with You World Tour e inserita in uno dei bootleg ufficiali della band acquistabili dal loro sito, I Get Around, cover dei The Beach Boys, fu registrata su un DVD durante il MusiCares Person of the Year del 2005 dedicato a Brian Wilson, infine Suffragette City, cover di David Bowie, è presente come B-side del singolo Aeroplane.

## Tracce
1. A Teenager in Love – 3:00 (Dion and the Belmonts)
2. Havana Affair – 2:19 (Ramones)
3. Search and Destroy – 3:32 (Iggy Pop, James Williamson)
4. Everybody Knows This Is Nowhere (live) – 2:17 (Neil Young)
5. I Get Around (live) – 2:19 (The Beach Boys)
6. Suffragette City (live) - 3:42 (David Bowie)

## Formazione
Gruppo
- Anthony Kiedis - voce
- Flea - basso
- Chad Smith - batteria
- John Frusciante - chitarra (tracce 1,2,3,5)
- Dave Navarro - chitarra (traccia 6)
- Josh Klinghoffer - chitarra (traccia 4)

Altri musicisti
- Mauro Refosco - percussioni (traccia 4)
- Chris Warren - tastiere (traccia 4)